# لوسي أ. مالوري
لوسي أ. مالوري (بالإنجليزية: Lucy Rose Mallory)‏ هي رئيسة تحرير صحيفة وكاتِبة أمريكية، ولدت في 1843 في ميشيغان في الولايات المتحدة، وتوفيت في 1920 في سان خوسيه في الولايات المتحدة.